# ویلیام ایستکات
ویلیام ایستکات (انگلیسی: William Eastcott; ۲۲ سپتامبر ۱۸۸۳ – ۲۲ اوت ۱۹۷۲) ورزشکار اهل کانادا بود.
وی در مسابقات کشوری و بین‌المللی در مجموع برندهٔ ۱ مدال برنز شده‌است.